# Chlorotettix valenciai
Chlorotettix valenciai är en insektsart som beskrevs av Rauno E. Linnavuori 1973. Chlorotettix valenciai ingår i släktet Chlorotettix och familjen dvärgstritar. Inga underarter finns listade i Catalogue of Life.